# Маргарета фон Брауншвайг-Люнебург (1442–1512)
Вижте пояснителната страница за други личности с името Маргарета фон Брауншвайг-Люнебург.
Маргарета фон Брауншвайг-Люнебург (на немски: Margarethe von Braunschweig-Lüneburg; * пр. 1442; † 8 април 1512, Винхаузен) от род Велфи (Среден Дом Люнебург), е принцеса от Брауншвайг-Люнебург и чрез женитба херцогиня на Мекленбург-Щаргард (1452 – 1466).

## Живот
Дъщеря е на херцог Фридрих II фон Брауншвайг-Люнебург (1418 – 1478) и съпругата му Магдалена фон Бранденбург (1412 – 1454), дъщеря на курфюрст Фридрих I от Бранденбург. Нейните братя са Бернхард II († 1464) и Ото V († 1471).
Маргарета се омъжва на 4 септември 1452 г. за херцог Хайнрих фон Мекленбург-Щаргард (1412 – 1466). Тя е третата му съпруга. Нейната зестра са 8000 гулдена, които нейният съпруг удвоя.
Като вдовица Маргарета живее в Плау в Померания и след 1471 г. в Целе. Тя живее бедно 46 години. През 1499 г., чрез натиск от бащината ѝ фамилия, тя получава място за живеене в манастир Винхаузен. Нейната снаха Анна, вдовица на брат ѝ Ото, ѝ дава 12 гулдена годишно. Тя умира в манастир Винхаузен и е погребана в тамошната Алерхайлиген-капела.

## Деца
- Магдалена (1454 – 1532)

∞ 1. 1475 херцог Вартислав X от Померания (1435 – 1478)
∞ 2. 1482 граф Буркхард VII фон Барби-Мюлинген († 1505)
- Анна (1465 – 1498), монахиня в Рибниц